# Aggenstein
Aggenstein är ett berg i Österrike, på gränsen till Tyskland. Det ligger i den västra delen av landet, 400 km väster om huvudstaden Wien. Toppen på Aggenstein är 1 985 meter över havet.
Terrängen runt Aggenstein är kuperad åt nordväst, men åt sydost är den bergig. Trakten är glest befolkad. Närmaste större samhälle är Reutte, 13,7 km öster om Aggenstein. 